# Ferrovia Venezia-Trieste
La ferrovia Venezia-Trieste è una linea ferroviaria principale del nord-est italiano che corre in buona parte lungo il golfo di Venezia, partendo da Venezia, in Veneto, per terminare a Trieste, in Friuli-Venezia Giulia. La linea è gestita da Rete Ferroviaria Italiana che la qualifica come fondamentale. Il servizio passeggeri di tipo regionale è svolto da Trenitalia. La velocità massima raggiungibile dai convogli è di 150 km/h.

## Storia
| Tratta                                      | Inaugurazione    |
| ------------------------------------------- | ---------------- |
| Trieste Centrale-Bivio d'Aurisina           | 28 luglio 1857   |
| Bivio d'Aurisina-Monfalcone                 | 1º ottobre 1860  |
| Venezia Mestre-San Donà di Piave            | 29 giugno 1885   |
| San Donà di Piave-Portogruaro               | 17 giugno 1886   |
| Portogruaro-San Giorgio di Nogaro           | 31 dicembre 1888 |
| Cervignano del Friuli-Monfalcone            | 11 giugno 1894   |
| San Giorgio di Nogaro-Cervignano del Friuli | 18 ottobre 1897  |

L'attuale linea ferroviaria che congiunge le città di Venezia e Trieste è frutto di diversi progetti, nati per scopi e politiche diverse.
L'Impero austro-ungarico diede la precedenza ai collegamenti che da Vienna fossero diretti a Venezia, attraverso la sella di Camporosso, e a Trieste, tramite la ferrovia Meridionale. Al termine della terza guerra di indipendenza, l'Italia ottenne il Veneto e Udine con i tronchi ferroviari già costruiti, o in via di completamento, da parte degli austriaci.
A seguito della Legge 29 luglio 1879, n. 5002, si disposero i fondi per i finanziamenti di una linea ferroviaria Mestre-San Donà-Portogruaro, rientrante nella terza categoria. L'intenzione originaria era più di interesse militare che commerciale, dato che al progetto era legata la Portogruaro-Casarsa-Spilimbergo-Gemona, anch'essa considerata di terza categoria, allo scopo di formare un'alternativa alla Venezia-Udine e alla Pontebbana.
La costruzione della Mestre-Portogruaro fu affidata alla Società Italiana per le strade ferrate meridionali, a cui spettò l'esercizio nell'ambito della Rete Adriatica. Il tronco fra la stazione di Venezia Mestre e San Donà di Piave fu aperto il 29 giugno 1885, mentre Portogruaro fu raggiunta il 17 giugno dell'anno dopo.
Per molti anni i convogli ferroviari tra Venezia e Lubiana dovettero percorrere il lungo tragitto che toccava Treviso, Pordenone, Udine e, dopo aver varcato il confine con l'Impero austro-ungarico, Gorizia e Monfalcone. La costruzione di una strada ferrata che congiungesse Portogruaro a Monfalcone, riducendo di un terzo il percorso già esistente tra le due città, fu iniziativa della Società Veneta per Imprese e Costruzioni pubbliche (SV). Il Governo italiano riconobbe alla Veneta la concessione della linea Portogruaro-San Giorgio di Nogaro i cui lavori furono avviati nel 1886 e completati nel 1888. Dopo aver superato molte opposizioni politiche, la Società Veneta ottenne l'esercizio del tronco fra San Giorgio e Cervignano, prima località al di là dei confini con l'Austria, solamente nel 1897. Il tronco tra Cervignano e Monfalcone, in territorio austriaco, era stato invece completato l'11 giugno 1894 dalla Società Ferroviaria Friulana (FEG).
Con la statalizzazione delle ferrovie, nel 1905 l'esercizio della Venezia – Portogruaro passò alle Ferrovie dello Stato.
Il 22 luglio 1909 venne attivata la fermata di Precenicco-Bagni, soppressa nel 1915.
Nel 1915, a seguito dell'occupazione dell'isontino da parte delle forze armate italiane durante la prima guerra mondiale, la Società Veneta ottenne l'esercizio provvisorio anche del tronco fra Cervignano fino al Ponte sull'Isonzo.
Nel 1920, il Governo italiano decise di anticipare il riscatto di molte linee che aveva concesso alla Società Veneta nel territorio friulano e di esercire direttamente le ferrovie dei territori acquisiti dopo il conflitto. Le Ferrovie dello Stato ottennero l'esercizio anche della Portogruaro-Cervignano e della Cervignano-Monfalcone.

## Caratteristiche
La linea ferroviaria si snoda lungo tutta la pianura veneto-friulana da Mestre fino a Monfalcone, per poi dirigersi verso Trieste, mantenendosi ai piedi del Carso.
Da Monfalcone fino a Trieste, la linea è in comune con la ferrovia Udine-Trieste, mentre il tratto tra il Bivio d'Aurisina e il capoluogo giuliano è condiviso con la linea per Lubiana e Vienna.

### Armamento e trazione
La linea è interamente a doppio binario, equipaggiata con il BAcc lungo le tratte Mestre-Quarto d'Altino, Torviscosa-Ronchi dei Legionari Sud e Monfalcone-Trieste Centrale, mentre nelle restanti tratte è equipaggiata con il BCA. La linea è interamente banalizzata tranne nella breve tratta da San Giorgio di Nogaro a Torviscosa. È armata con rotaie Vignoles da 60 UNI sostenute da traverse in cemento armato precompresso.
La ferrovia è interamente elettrificata secondo lo standard italiano da 3000 volt a corrente continua.

### Esercizio e circolazione ferroviaria
La circolazione della linea è regolata dal Dirigente Centrale Operativo di Venezia Mestre, nel tratto tra Venezia S.L. e Portogruaro, esso svolge anche la funzione di Dirigente Centrale nella tratta da Portogruaro a Trieste Centrale.

## Percorso
|  | Head station |

|  | Unknown route-map component "ABZg+l" + Unknown route-map component "lhSTRa@f" | Unknown route-map component "KDSTeq" |

| Unknown route-map component "WDOCKSaq" | Unknown route-map component "WFILL" + Unknown route-map component "lhMSTR" + Straight track | Unknown route-map component "WDOCKSeq" |

| Stop on track + Unknown route-map component "lhSTRe@g" |

|  | Unknown route-map component "ABZg+l" | Unknown route-map component "KDSTeq" |

| Station on track |

| 257+907 |
| 0+000   |

|  | Junction both to and from left | Unknown route-map component "CONTfq" |

|  | Unknown route-map component "ABZgl" | Unknown route-map component "CONTfq" |

| Stop on track |

| Stop on track |

|  | Unknown route-map component "eABZg+l" | Unknown route-map component "exCONTfq" |

| Stop on track |

| Unknown route-map component "eHST" |

| Station on track |

| Stop on track |

| Stop on track |

| Unknown route-map component "hKRZWae" |

| Station on track |

| Stop on track |

| Station on track |

| Stop on track |

|  | Unknown route-map component "ABZg+l" | Unknown route-map component "CONTfq" |

| Station on track |

|  | Unknown route-map component "ABZgl" | Unknown route-map component "CONTfq" |

| Unknown route-map component "eHST" |

| Unknown route-map component "hKRZWae+GRZq" |

| Station on track |

| Unknown route-map component "exCONTgq" | Unknown route-map component "eKRZu" | Unknown route-map component "exCONTfq" |

| Unknown route-map component "eHST" |

| Unknown route-map component "HSTeBHF" + Unknown route-map component "exlHST" |

| Unknown route-map component "HSTeBHF" + Unknown route-map component "exlHST" |

| Station on track |

| Unknown route-map component "CONTgq" | Unknown route-map component "ABZgr" |  |

|  | Unknown route-map component "eABZgl" | Unknown route-map component "exCONTfq" |

| Non-passenger station/depot on track |

| Unknown route-map component "exGRZq" + Unknown route-map component "eZOLL" |

|  | Junction both to and from left | Unknown route-map component "CONTfq" |

|  | Junction both to and from left | Unknown route-map component "CONTfq" |

|  | Unknown route-map component "eABZg+l" | Unknown route-map component "exCONTf@Fq" |

|  | Station on track | Unknown route-map component "exKBHFa" |

| Unknown route-map component "exCONTgq" | Unknown route-map component "eABZgr" | Unknown route-map component "exSTR" |

|  | Straight track | Unknown route-map component "exBHF" |

| Unknown route-map component "c" | Unknown route-map component "exCONTgq" | Unknown route-map component "eKRZ" | Unknown route-map component "exABZlr" | Unknown route-map component "excCONTfq" |

| Unknown route-map component "eDST" |

| Unknown route-map component "eHST" |

| Unknown route-map component "eBHF" |

| Unknown route-map component "exCONTgq" | Unknown route-map component "eKRZ" | Unknown route-map component "exCONTfq" |

| Unknown route-map component "hKRZWae" |

| Unknown route-map component "exCONTgq" | Unknown route-map component "eKRZ" | Unknown route-map component "exCONTfq" |

| Unknown route-map component "eHST" |

| Unknown route-map component "eHST" |

|  | Stop on track | Airport |

| Unknown route-map component "CONTgq" | Unknown route-map component "ABZg+r" |  |

| Non-passenger station/depot on track |

| Unknown route-map component "exCONTgq" | Unknown route-map component "eABZgr" |  |

| Unknown route-map component "kABZg2" |

| Unknown route-map component "+c" | Unknown route-map component "STR+k12" | Unknown route-map component "kABZl+34" | Unknown route-map component "cCONTfq" |

| Unknown route-map component "kABZg+1" + Small non-passenger station on track |

| Station on track |

| Unknown route-map component "exCONTgq" | Unknown route-map component "eABZg+r" |  |

|  | Unknown route-map component "ABZgl" | Unknown route-map component "CONTfq" |

| Unknown route-map component "exGRZq" + Unknown route-map component "eZOLL" |

| Enter and exit tunnel |

| Unknown route-map component "eHST" |

| Stop on track |

| Station on track |

| Unknown route-map component "kABZg2" |

| Unknown route-map component "+c" | Enter and exit short tunnel + Unknown route-map component "kSTRc12" | Unknown route-map component "kABZl+34" | Unknown route-map component "cCONTfq" |

| Unknown route-map component "kABZg+1" |

| 131+315 |
| 13+687  |

| Unknown route-map component "eHST" |

| Unknown route-map component "eDST" |

| Stop on track |

| Unknown route-map component "BRK3" |

|  | Unknown route-map component "ABZgl" | Unknown route-map component "dSTRq" + Unknown route-map component "dPORTALl" | Unknown route-map component "tdSTR+r" |

| Unknown route-map component "+c" | Unknown route-map component "v-STR" | Unknown route-map component "d" | Unknown route-map component "tABZl+l" | Unknown route-map component "cCONTfq" |

|  | Unknown route-map component "ABZg+l" | Unknown route-map component "dSTRq" + Unknown route-map component "dPORTALl" | Unknown route-map component "tdSTRr" |

| Unknown route-map component "exKDSTa" | Straight track |  |

| Unknown route-map component "exKRWgl" | Unknown route-map component "eKRWg+r" |  |

| Unknown route-map component "exKRWg+l" | Unknown route-map component "eKRWgr" |  |

| Unknown route-map component "exDST" | Non-passenger station/depot on track |  |

| Unknown route-map component "exSTR" | End station |  |

| Unknown route-map component "exCONTf" |

|  | Continuation backward |

| Non-passenger station/depot on track |

| Unknown route-map component "CONTgq" | Unknown route-map component "ABZgr" |  |

| Unknown route-map component "ENDEaq" | Unknown route-map component "ABZg+r" |  |

|  | Non-passenger end station |

| Continuation backward |

| Unknown route-map component "exCONTgq" | Unknown route-map component "eABZg+r" + Station on track |  |

|  | Unknown route-map component "STR+l" | Unknown route-map component "ABZgr" |  |  |

|  | One way leftward | Unknown route-map component "KRZu" | Unknown route-map component "CONTfq" |  |

| Enter and exit tunnel |

|  | Unknown route-map component "STR+l" | Unknown route-map component "KRZo" | Unknown route-map component "WBRÜCKE1q" | Unknown route-map component "KDSTeq" |

| One way leftward | Unknown route-map component "ABZg+r" |  |

| Non-passenger station/depot on track |

| Unknown route-map component "exCONTgq" | Unknown route-map component "ENDExaq" | Unknown route-map component "ABZg+r" |  |  |

| Unknown route-map component "KDSTxe" |

| Unknown route-map component "exCONTf" |

Partendo dalla stazione di Venezia Santa Lucia, i convogli della linea giungono a Venezia Mestre percorrendo generalmente la cosiddetta linea del Ponte Nuovo. Nel nodo di Mestre, avviene la biforcazione con la linea regionale per Adria, e coi binari della ferrovia per Trento, della linea storica per Milano e della linea AV/AC per Padova.
La ferrovia aggira a settentrione il centro abitato di Mestre, separandosi dalla linea per Treviso e Udine presso il quadrivio Gazzera, per poi dirigersi verso San Donà di Piave lungo un percorso quasi parallelo alla laguna di Venezia all'interno della provincia veneziana. Dalla cittadina sul Piave, la linea prosegue il suo percorso piegandosi verso nord-est in direzione di Portogruaro, dove è posta la stazione di Portogruaro-Caorle. Da questo impianto si dipartono la storica linea per Casarsa della Delizia, e quella proveniente da Treviso.
Dopo Portogruaro, la linea prosegue dirigendosi prima verso est, passando a meridione dell'abitato di Fossalta di Portogruaro, per poi piegare verso sud-est in direzione di San Michele al Tagliamento. Varcato il fiume Tagliamento, che in quel tratto segna il confine fra Veneto e Friuli-Venezia Giulia, la linea piega verso nord-est per giungere presso la stazione di Latisana-Lignano-Bibione la quale svolge il ruolo di stazione capotronco per i compartimenti RFI di Venezia e Trieste.
Da Latisana, la ferrovia si dirige verso San Giorgio di Nogaro, presso la cui omonima stazione si diparte la storica linea per Udine, attualmente (2018) dismessa fino a Palmanova, e verso Cervignano del Friuli. Presso questa cittadina si trova l'importante scalo di smistamento di Cervignano Scalo, dove converge la linea proveniente da Udine.
La linea prosegue in direzione di Monfalcone varcando l'Isonzo fra Papariano e Pieris e passando a meridione dell'aeroporto e dell'abitato di Ronchi dei Legionari. Fra Monfalcone e Ronchi la linea si congiunge con la ferrovia Udine-Trieste tramite un triangolo ferroviario chiamato Bivio San Polo. Il posto di movimento di Ronchi dei Legionari Sud forma uno dei suoi vertici, da esso i treni provenienti da Venezia possono immettersi in direzione Gorizia e Udine senza dover effettuare alcun regresso presso lo scalo di Monfalcone.
Dalla cittadina goriziana, la linea si rivolge verso sud-est con un percorso che si snoda ai piedi del Carso, nei pressi del golfo di Trieste. Presso il Bivio d'Aurisina, un tempo chiamato Bivio Nabresina, la linea si congiunge con la Meridionale, linea storica che collega tutt'oggi Trieste a Vienna, passando per Postumia e Lubiana. Presso il bivio è posto un altro triangolo ferroviario che permette l'instradamento dei convogli da Monfalcone verso Villa Opicina, che si trova sia sulla Meridionale sia sulla transalpina Jesenice – Trieste, permettendo collegamenti rispettivamente verso Lubiana e verso Jesenice. La meridionale si immette sulla linea in direzione Trieste all'altezza del gruppo scambi denominato scambio estremo Galleria, dove termina la progressiva chilometrica proveniente da Venezia Mestre.
Dopo il Bivio d'Aurisina, la ferrovia prosegue in direzione del capoluogo triestino, passando sopra il viadotto di Barcola, per giungere quindi presso la stazione di Trieste Centrale. Poco prima di questo scalo, un triangolo ferroviario connette la linea con la ferrovia di circonvallazione che unisce la stazione Centrale a quella di Trieste Campo Marzio Smistamento, attualmente (2018) attiva come scalo di smistamento per il porto nuovo triestino.

### Raccordo Ronchi dei Legionari Sud - Monfalcone Zona Industriale
Detto raccordo Fincantieri) è una ferrovia di raccordo che collega la stazione di Ronchi dei Legionari Sud con la zona industriale di Monfalcone, situata nel quartiere di Panzano.
La linea partiva diramandosi dalla stazione di Ronchi dei Legionari Sud e attraversando brevemente il comune di Ronchi dei Legionari presso la località San Vito, entra successivamente nel comune di Monfalcone percorrendo un centinaio di metri parallelamente alla strada statale 14.
Devia a questo punto all'interno del quartiere di Anconetta parallelamente a Via Canaletto, Via Isonzo, Via Aquileia e Via Bonavia. Supera con un passaggio a livello la strada provinciale 19 (passaggio attualmente tolto). Termina all'interno dell'area della Fincantieri di Monfalcone.
Dopo la chiusura della linea alcuni passaggi a livello sono stati tolti. A Monfalcone sono state realizzate piste ciclabili utilizzando il sedime.
La linea era atta solamente alla trazione termica e venivano usate locomotive di vario tipo. Delle FS possiamo citare le Gr 880 e le D 245, senza escludere ulteriori locomotive da manovra estere.

## Collegamento ferroviario con l'aeroporto di Venezia
Il collegamento ferroviario con l'aeroporto di Venezia è un progetto per la realizzazione di una linea a doppio binario, lunga circa 8 chilometri (di cui 3,4 km in galleria sotterranea) per collegare Venezia con l'aeroporto Marco Polo. Il tracciato partirà dalla linea Mestre-Trieste e, dopo aver affiancato la bretella autostradale che congiunge l'autostrada A57 "Tangenziale di Mestre", arriverà in galleria ad una stazione passante sotterranea e collegata allo scalo aeroportuale internazionale. In uscita dalla stazione, un binario singolo "a cappio" si ricongiunge al tratto in superficie. La gara, pubblicata il 18 giugno 2022, prevede un costo di 467 milioni di euro, finanziati anche con i fondi del PNRR.